# Parafia św. Stanisława w Witkowicach
Parafia św. Stanisława w Witkowicach – parafia rzymskokatolicka, znajdująca się w archidiecezji częstochowskiej, w dekanacie Kłomnice.

## Proboszczowie parafii[2]
- ks. Marek Andrzej Szumilas (1993–2008)
- ks. Tomasz Lucjan Dyjan (od 2008)